# Оксирен
Оксире́н — ненасичена гетероциклічна органічна сполука яка складається із ненасиченого трьохчленного кільця, який містить два атоми карбону та один атом оксигену (C2H2O). У вільному вигляді невідома. Може існувати як перехідний стан при отриманні кетенів за Вольфом (з α-діазокетонів). Спроби синтезу оксирену приводять до кетенів або похідних відповідних кислот через сильну нестабільність циклу (невигідні кути між зв'язками).